# Knock You Down
Knock You Down è un singolo della cantautrice statunitense Keri Hilson, pubblicato nel 2009 come quarto estratto dall'album in studio d'esordio In a Perfect World....
Esso è diventato il singolo di maggior successo della cantante, raggiungendo la vetta nella classifica neozelandese, dove è stato anche certificato disco di platino, e nella Hot R&B/Hip-Hop Songs di Billboard, mentre nella Hot 100 è arrivato alla terza posizione.

## Descrizione
Il brano prevede la partecipazione vocale del rapper statunitense Kanye West e del cantante statunitense Ne-Yo. Esso è stato prodotto da Danja e scritto dalla stessa Hilson con Nathaniel Hills, Marcella Araica, Kevin "KC" Cossom, Shaffer Smith e Kanye West.

## Video musicale
Il video musicale relativo al brano, diretto da Chris Robinson, è stato girato a Los Angeles e presentato il 23 marzo 2009 durante il programma Access Granted di BET, un giorno prima della pubblicazione dell'album. Il 14 maggio è stato trasmesso per la prima volta nel Regno Unito, su Channel 4 e Four Music.
Il video ha raggiunto la prima posizione nella classifica di 106 & Park, nella quale è rimasto per 60 giorni di seguito, ed è stato "mandato in pensione" durante una puntata con la partecipazione della stessa Hilson. Una cosa del genere non avveniva da due anni, da quando l'ultimo video ad essere ritirato dopo 60 giorni in classifica era stato You di Lloyd.

### Sinossi
Il video si apre con la cantante vestita solo di slip e t-shirt succinta mentre è in caduta libera in slow motion su un enorme letto bianco. La storia narrata nel video racconta di un ménage à trois tra la cantante e due uomini interpretati per l'occasione dagli ospiti del brano musicale, Kanye West e Ne-Yo.
Quando inizia l'audio del singolo viene mostrato un momento della relazione tra Keri e il suo fidanzato pittore, interpretato da West, mentre quest'ultimo sta cercando di dipingere un grande ritratto dell'amata; in questo frangente i due hanno un litigio, e dopo un faccia a faccia la sagoma di Kanye West cade a terra infrangendosi in migliaia di pezzi. Dopo il primo ritornello viene mostrato l'approccio tra Keri e Ne-Yo durante l'incontro a una festa, nella quale campeggia sul muro il ritratto mostrato nella prima scena già completato. E proprio sotto il ritratto hanno un confronto i due ragazzi, con Keri imbarazzata e confusa che decide di andarsene. Durante il video spesso lo schermo è diviso a metà, mettendo a confronto diverse situazioni.

## Accoglienza

### Critica
Knock You Down ha ricevuto recensioni eterogenee. Chris Williams di Billboard ha recensito positivamente il brano, pronosticando un seguito del successo di Turnin' Me On. Williams ha notato anche come la cantante non si sia fatta sopraffare dalla presenza di ospiti illustri nel brano: "Con l'aiuto vocale di Ne-Yo e di un abile rapper come Kanye West, sembra che Hilson sia decisa a tirare un colpo vincente di propria mano". Anche Tracy Garraud di Vibe ha recensito positivamente il singolo, definendolo "un raggiante pezzo mid-tempo [...] più pesante dell'amore a prima vista".
Digital Spy ha definito la canzone "una produzione mid-tempo di Danja costruita intorno a un riff ottenuto al sintetizzatore che colpisce". Ma amaramente aggiunge che la fortuna di Hilson, ovvero le collaborazioni importanti, sia anche la sua maledizione: "Avere due artisti R&B di prima linea nella tua canzone dovrebbe essere una bella mossa, ma non quando uno di loro ha una voce migliore della tua e l'altro ruba la scena con la sua abilità di rapper".
Sal Cinquemani di Slant ha dato invece una recensione completamente negativa del singolo: "Ancora un'altra presenza da ospite per Kanye West, che rappa sopra un beat da club che picchia. [...] Passa troppo velocemente da uno studio all'altro nel tentativo evidente di collezionare il maggior numero di presenze da ospite dell'industria musicale, e la metafora di violenza domestica del brano è scarsamente affrontata, ma hey, sta già guadagnando spazio nella programmazione radiofonica urban, quindi chi se ne importa, giusto?"

## Successo commerciale
L'accoglienza del pubblico nei confronti del singolo è stata calorosa quasi ovunque. Nella classifica statunitense Hot 100 il pezzo è stato il primo della cantante come artista principale di un brano ad entrare in top10, arrivando fino alla posizione numero 3, dove Hilson era già arrivata nel 2007 grazie alla partecipazione a The Way I Are di Timbaland. Nella classifica R&B/Hip-Ho di Billboard il singolo è riuscito a diventare la prima numero 1 della cantante in questa classifica. Anche in Canada come negli Stati Uniti, Knock You Down è stato il primo singolo della Hilson ad entrare in top10, arrivando al numero 9.
Nel Regno Unito il singolo è riuscito a superare Return the Favor, che si era fermato alla posizione 19, raggiungendo la posizione numero 5. Nelle classifiche irlandesi il successo è stato persino maggiore, essendo qui il singolo arrivato alla posizione numero 2.
In Nuova Zelanda il successo è stato strabiliante, essendo il brano riuscito a raggiungere la prima posizione, quando in passato Hilson era già arrivata alla seconda posizione con The Way I Are e Energy: entrato in classifica il 11 maggio 2009 direttamente al numero 4, il singolo è arrivato in cima alla classifica neozelandese già la settimana successiva, rimanendovi poi per ben 6 settimane consecutive. In Australia il singolo è stato il primo della cantante come artista principale ad entrare in classifica: pur arrivando solo al numero 24, ha passato 12 settimane in classifica.
Sia in Svezia che in Norvegia il pezzo è arrivato al numero 11, mentre è entrato nelle prime 40 posizioni di Belgio, Paesi Bassi e Danimarca.

## Classifiche
| Classifica (2009) | Posizione massima |
| ----------------- | ----------------- |
| Australia         | 24                |
| Belgio (Fiandre)  | 49                |
| Belgio (Vallonia) | 29                |
| Canada            | 9                 |
| Danimarca         | 28                |
| Paesi Bassi       | 8                 |
| Europa            | 13                |
| Irlanda           | 2                 |
| Giappone          | 5                 |
| Nuova Zelanda     | 1                 |
| Norvegia          | 11                |
| Svezia            | 11                |
| Turchia           | 7                 |
| Regno Unito       | 5                 |
| Stati Uniti       | 3                 |